# Luís Boa Morte
Luís Boa Morte Pereira (Lisszabon, 1977. augusztus 4. –) portugál labdarúgó.

## Pályafutása

### Sporting Lisszabon
Boa Morte 1994-ben, ifiként került a Sporting Lisszabonhoz. Ott töltött ideje alatt a Lourinhanensénél is megfordult kölcsönben. 1996-ban írt alá profi szerződést, de egyszer sem lépett pályára a lisszaboniaknál.

### Arsenal
1997-ben Boa Morte 1,75 millió fontért az Arsenalhoz szerződött. Egyike volt Arséne Wenger első igazolásainak. 1997. augusztus 23-án lépett először pályára a londoniaknál, egy Southampton elleni találkozón. Az 1997/98-as szezonban az Ágyúsok megnyerték a bajnokságot és az FA Kupát is. Boa Morte a Premier League-ben 15-ször, a kupában négyszer lépett pályára, a döntőn nem vett részt.
A következő idényben meglehetősen gyakran bekerült a keretbe, gyakran csereként kezdte a mérkőzéseket. Néhányszor a Bajnokok Ligájában is pályára léphetett, köztük egy Panathinaikósz elleni meccsen is, ahol gólt is szerzett. Utoljára 1999. augusztus 14-én, a Sunderland ellen játszott az Arsenalban.

### Southampton
Mivel az Arsenalnál nem tudta magát beverekedni a kezdőbe, Boa Morte a több játéklehetőség reményében a Southamptonhoz igazolt. A piros-fehérek körülbelül 500 000 fontot fizettek érte. Második meccsén, a Middlesbrough ellen kézzel ütött ki egy labdát a gólvonalról, ami miatt kiállították. A megítélt büntetőt Paul Gascoigne gólra váltotta, amivel a Boro 3-2-re nyert.
2000 januárjában Dave Jonest Glenn Hoddle váltotta a menedzseri poszton, aki alig-alig adott lehetőséget Boa Morténak. Hoddle érkezése után mindössze háromszor lépett pályára a Szenteknél. 2000 nyarán próbajátékra ment a Fulhamhez. A fehér mezesek később kölcsönvették, majd véglegesen is leigazolták.
Boa Morte minden sorozatot egybevéve 17-szer kapott lehetőséget a Southamptonnál és egy gólt szerzett, egy Watford elleni találkozón.

### Fulham
Első, Fulhamnél töltött szezonjában Boa Morte 39 bajnoki meccsen játszott és 18 gólt szerzett, amivel nagyban hozzájárult ahhoz, hogy a londoniak 101 ponttal megnyerték a másodosztályú bajnokságot. Ekkor még csak kölcsönben szerepelt a csapatban, de remek teljesítménye miatt véglegesítették a szerződését a Craven Cottage-en.
A Premier League-ben az első két idényben nem sikerült megismételnie a másodosztályban nyújtott remek teljesítményét és mindössze három gólt szerzett. A 2003/04-es szezontól azonban ismét régi önmagát idézte és ezután átlagosan nyolc gólt lőtt szezononként. A 2004/05-ös idény után az év játékosának is megválasztották.
2005 augusztusában a Newcastle United kísérletet tett a megszerzésére, de úgy döntött, a Fulhamnél marad. Ezután a csapatkapitányi karszalagot is megkapta. Egyik legfontosabb találatát 2006. március 19-én szerezte, mikor az ő góljával győzte le 1-0-ra a Fulham a Chelsea-t.

### West Ham United
2007 telén a West Ham Unitedhez igazolt, ahol három és fél éves szerződést kapott. A csapatok nem hozták nyilvánosságra az átigazolás összegét, de úgy tudni, 5 millió fontot fizettek érte a Kalapácsosok. Egy Brighton & Hove Albion elleni FA Kupa-meccsen debütált a WHU-nál és két gólpasszt adott. A Premier League-ben éppen a Fulham ellen játszhatott először új csapatában. 2007. április 28-án, a Wigan Athletic ellen szerezte meg első és máig egyetlen gólját a West Hamben.

### A válogatottban
A Fulhamben nyújtott kiváló teljesítménye miatt Boa Mortét 2001 áprilisában behívták a portugál válogatottba, Franciaország ellen. Egyetlen válogatottbeli gólját Andorra ellen szerezte, 2001 novemberében.
Hiába remekelt a klubjaiban, a válogatottban rendre csalódást okozott, a 2004-es Európa-bajnokságra be sem került a portugálok keretébe. A 2006-os németországi világbajnokságon azonban ott volt és Mexikó ellen játszhatott is.

## Sikerei, díjai
- Az Arsenalnál:
  - Angol bajnok: 1997/98
  - FA Kupa-győztes: 1997/98
- A Fulhamnél:
  - Az angol másodosztály bajnoka: 2000/01